# Igapó

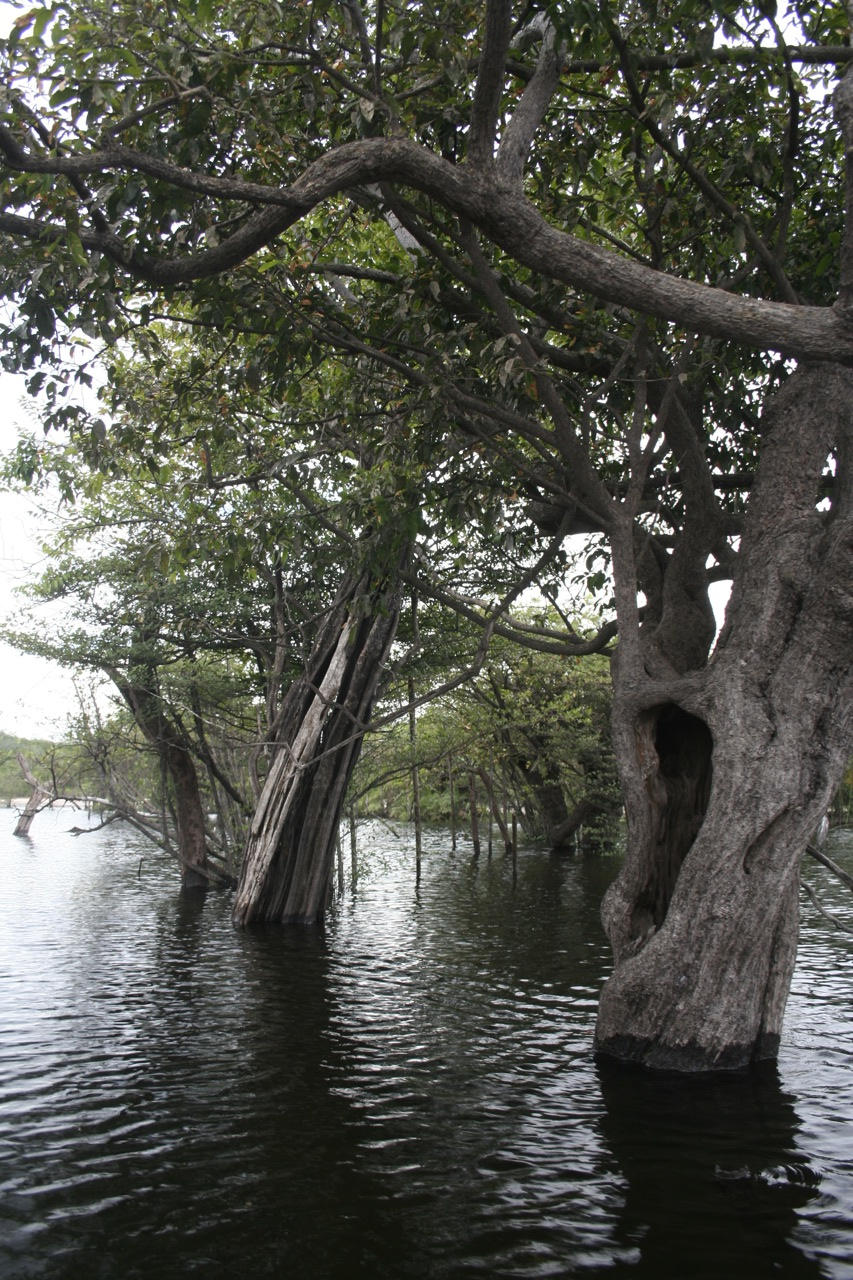
Igapó in Brasile

Igapó (IPA: igaˈpɔ, dal tupi antico, letteralmente «foresta delle radici») è il termine usato in Brasile per indicare le foreste amazzoniche inondate stagionalmente da acque nere. Queste foreste paludose, periodicamente sommerse da acqua dolce, si trovano generalmente lungo i corsi inferiori dei fiumi e intorno a laghi d'acqua dolce. Foreste palustri simili si possono osservare anche in altre regioni climatiche, da quelle boreali fino alle zone temperate, subtropicali e tropicali. Nel bacino amazzonico brasiliano esiste un altro tipo di foresta allagata, denominata várzea, inondata invece da acque bianche. Pur essendo molto simili, la principale differenza tra le due foreste risiede proprio nel tipo di acqua che le invade periodicamente.

## Caratteristiche
La foresta igapó è caratterizzata principalmente da periodiche inondazioni causate dalle abbondanti precipitazioni stagionali; in alcune aree, gli alberi possono restare sommersi fino a sei mesi l'anno. Questi ecosistemi sono relativamente aperti, con una copertura del manto arboreo superiore al 30% e un'altezza media della volta che varia dai 20 ai 25 metri; occasionalmente, alcuni alberi raggiungono altezze comprese tra i 33 e i 36 metri. La composizione arborea presenta una grande varietà di tipi fogliari e stagionalità. Lo sviluppo delle comunità vegetali di queste foreste è fortemente influenzato dalla microtopografia e dall'intensità delle inondazioni. Tali ambienti possono risultare estremamente difficili, permettendo la sopravvivenza solo a poche specie altamente adattate, che finiscono per prevalere sulle altre. Tra le specie arboree tipiche delle foreste paludose di acqua dolce si trovano frequentemente leguminose, spesso dominanti in termini numerici. Si ritiene che queste piante abbiano una spiccata capacità di fissazione dell'azoto, particolarmente utile nelle condizioni di sommersione stagionale o costante tipica di questi ambienti.
Le foreste palustri di acqua dolce si dividono in due categorie principali: quelle permanentemente inondate e quelle periodicamente sommerse. La coesistenza di queste due tipologie è favorita dalla marcata variazione microtopografica del terreno; tali differenze topografiche determinano comunità arboree delimitate, distribuite in aree contigue ma ben distinte.
Questi ambienti possono ospitare un numero elevato di specie di uccelli, mammiferi, rettili, anfibi, pesci e invertebrati, anche se la biodiversità varia molto tra le singole foreste palustri e non è stata ancora completamente descritta. Rispetto ad altri ecosistemi, come la foresta di terraferma (terra firme) in Sud America, la diversità floristica delle foreste paludose di acqua dolce è relativamente ridotta.

## Chimica del suolo
Le foreste igapó crescono su terreni sabbiosi, acidi e poveri di sostanze nutritive. La particolare colorazione scura e l'acidità delle loro acque sono dovute alla presenza di sostanze organiche del suolo, chiamate sostanze umiche (come l'acido umico e l'acido fulvico), disciolte nell'acqua stessa. Questa acidità si riflette anche nelle caratteristiche del terreno, che risulta essere più povero di nutrienti rispetto alle foreste di várzea, ambienti analoghi ma alimentati da fiumi di acque bianche ricche di sedimenti. Rispetto alle várzeas, le foreste igapó ricevono una quantità nettamente inferiore di elementi inorganici sospesi e presentano concentrazioni più elevate di materia organica disciolta, come acidi umici e fulvici. Per questo motivo, la foresta igapó è generalmente meno ricca di vita e possiede una minore biodiversità e biomassa animale. Al contrario, i suoli delle foreste di várzea sono più fertili grazie all'apporto stagionale di sedimenti dai fiumi di acqua bianca. Nonostante la scarsa quantità di nutrienti, i terreni igapó mostrano le concentrazioni di fosforo più elevate tra i suoli delle foreste amazzoniche, incluse várzea e terra firme. Tuttavia, le periodiche inondazioni causano condizioni anossiche (prive di ossigeno) che limitano la crescita della vegetazione.

## Flora
Le foreste igapó e altre foreste allagate mostrano generalmente una minore diversità vegetale rispetto alle foreste di terra firme. Come spesso avviene nelle foreste tropicali, è comune osservare la prevalenza di poche specie arboree dominanti. La distribuzione delle piante dipende strettamente dalla loro capacità di tollerare le inondazioni, generando così una distribuzione non casuale: le specie più tolleranti si trovano a quote più basse, soggette a inondazioni più lunghe, mentre quelle meno resistenti crescono su terreni più elevati. Le famiglie vegetali dominanti nelle foreste igapó sono principalmente Fabaceae (o Leguminosae) ed Euphorbiaceae.

### Dispersione dei semi

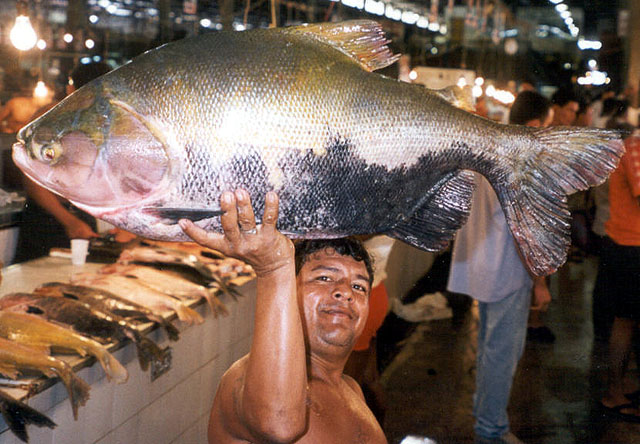
Il tambaqui (Colossoma macropomum), importante fonte alimentare e dispersore di semi dell'igapó

Gli alberi adattati alle periodiche inondazioni hanno sviluppato strategie per produrre i frutti soprattutto durante le piene, così da sfruttare al massimo la dispersione dei semi tramite l'acqua. I pesci consumano quasi tutta la frutta che cade nell'acqua: quelli che non riescono a digerire i semi li espellono integri, contribuendo alla loro dispersione. Questo metodo è prevalente rispetto ad altri vettori di diffusione come uccelli o scimmie, che hanno invece un ruolo secondario nelle foreste igapó. Un fattore essenziale per la sopravvivenza dei semi è la presenza di predatori specializzati. Pesci come i siluriformi (pesci gatto), privi delle potenti mascelle tipiche dei caracidi, digeriscono solo la parte carnosa dei frutti, permettendo ai semi di transitare intatti attraverso il loro apparato digerente. Essendo generalmente pesci di fondo, questi animali risultano decisivi nella diffusione dei semi che tendono ad affondare, favorendone così la dispersione e germinazione.

## Fauna

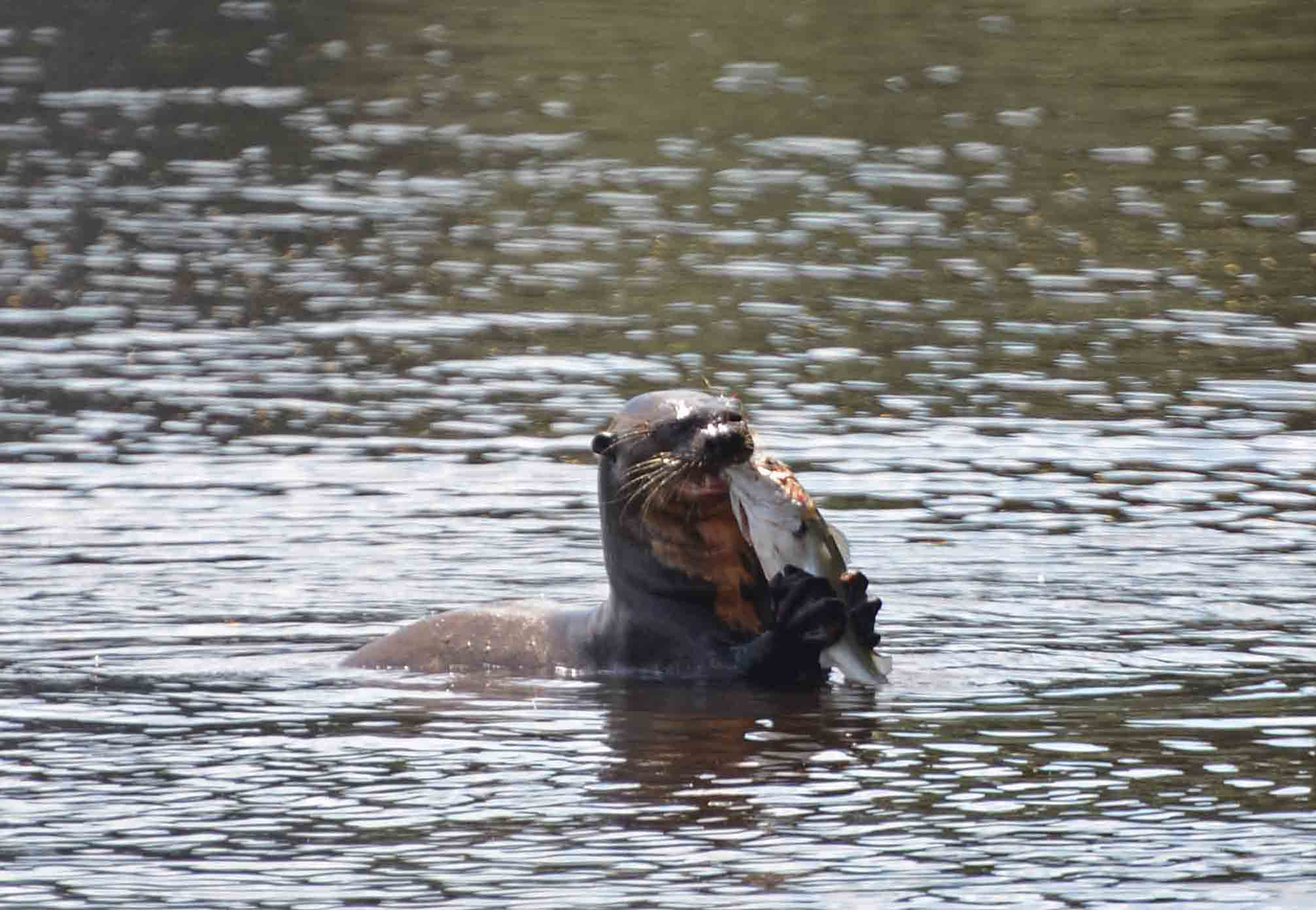
Lontra gigante (Pteronura brasiliensis)

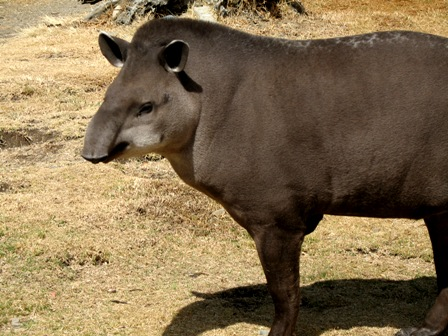
Tapiro sudamericano (Tapirus terrestris)

La diversità della fauna terrestre e dei pesci nelle foreste igapó è fortemente influenzata dalle inondazioni stagionali. Durante i periodi di piena, numerose specie acquatiche migrano all'interno della foresta sommersa in cerca di cibo; in particolare, le popolazioni di pesci aumentano sensibilmente durante la massima fruttificazione degli alberi, attirando predatori come i delfini di fiume e le lontre giganti. Rispetto alle foreste di terra firme, l'igapó offre minori risorse nutritive, favorendo soprattutto piante dalla crescita lenta e frutti poco carnosi, con una conseguente riduzione della diversità e abbondanza animale.
I grandi mammiferi terrestri utilizzano strategie diverse per affrontare le inondazioni: il mazama rosso e il pecari dal collare si spostano su isole asciutte e modificano la dieta passando dalla frutta ai germogli legnosi. Invece, il pecari labiato e il tapiro non risentono particolarmente delle piene stagionali: entrambe le specie approfittano dell'abbondanza di frutti e, nel caso del pecari labiato, migrano tra aree asciutte e inondate, mentre i tapiri si distinguono come abili nuotatori.
I mammiferi arboricoli, ad esempio le scimmie, mostrano una ricchezza di specie ridotta rispetto alla foresta di terra firme, a causa della scarsa diversità arborea e della conseguente minore disponibilità di alimenti. Anche le popolazioni di uccelli rispecchiano questa situazione: la loro densità è inferiore nelle foreste igapó rispetto alle terre emerse. Nel parco nazionale del Jaú, ad esempio, sono state rilevate 247 specie di uccelli nelle foreste di terra firme, di cui 121 esclusive di quell'habitat; nelle adiacenti foreste igapó si trovano invece 194 specie di uccelli, di cui solo 58 esclusive di tale ambiente.

## Occupazione umana e uso del territorio

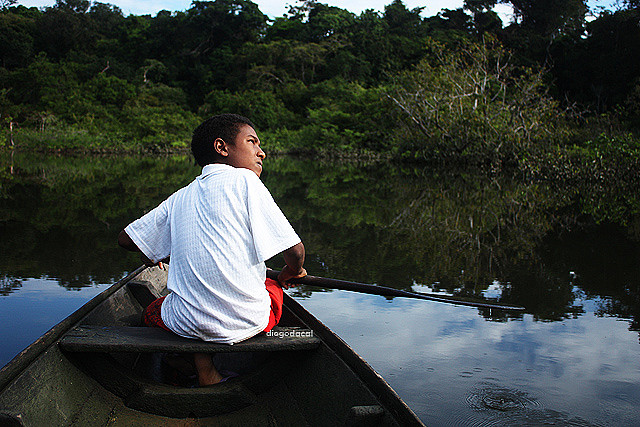
Una giovane guida a Óbidos (Pará)

Gli indigeni dell'Amazzonia abitano, utilizzano e modificano da migliaia di anni le foreste in cui vivono. Numerosi studi suggeriscono che la presenza di «terra nera» (terra preta) – un suolo particolarmente ricco di nutrienti che si trova anche negli ambienti igapó, normalmente molto poveri – sia il risultato di una gestione antica che comprendeva fertilizzazione intensiva e l'utilizzo del fuoco. La terra nera amazzonica è infatti caratterizzata da un'elevata fertilità, grazie alla presenza di materia organica altamente stabile e a concentrazioni elevate di fosforo.
La fertilità straordinaria e la struttura aperta di queste aree confermano il loro utilizzo agricolo da parte delle popolazioni native dell'Amazzonia.
Gli indigeni amazzonici, però, non usano tali aree esclusivamente per l'agricoltura: esse servono anche come riserve di caccia. Molti animali selvatici (roditori, tapiri e cervi) sono attirati da queste zone, spinti dalla ricerca di cibo. Gli indigeni producono una quantità di risorse superiore al loro fabbisogno, affinché gli animali non esauriscano completamente le coltivazioni. Tuttavia, nel caso in cui gli animali inizino a consumare eccessivamente i raccolti, la risposta è un aumento della caccia. Inoltre, il pesce rappresenta una delle principali fonti proteiche per le comunità indigene locali. Queste popolazioni comprendono bene che le foreste igapó inondate costituiscono un habitat essenziale per i pesci, aumentandone abbondanza e varietà. Proprio per questo motivo, molti indigeni amazzonici si impegnano nella tutela e nella protezione delle foreste igapó, evitandone la deforestazione.

## Conservazione
La più grave minaccia per le foreste igapó è la costruzione di dighe idroelettriche sugli affluenti del Rio delle Amazzoni. Quando vengono realizzate, queste dighe deviano enormi quantità d'acqua, alterando radicalmente il regime idrologico del bacino amazzonico e dei suoi ecosistemi. Poiché molte specie vegetali delle foreste periodicamente sommerse sono altamente adattate a determinati cicli di inondazione, cambiamenti nel ritmo delle piene e la creazione di aree permanentemente allagate provocano un'elevata mortalità degli alberi. La perdita di questi alberi ha inevitabili conseguenze sulle popolazioni di uccelli frugivori del sottobosco, come ad esempio la penelope golablu e alcune specie di pappagalli del genere Amazona, legati esclusivamente agli habitat igapó. La distruzione di questi ambienti spinge inoltre le specie migranti verso habitat ancora integri, causando maggior competizione e possibili estinzioni locali.

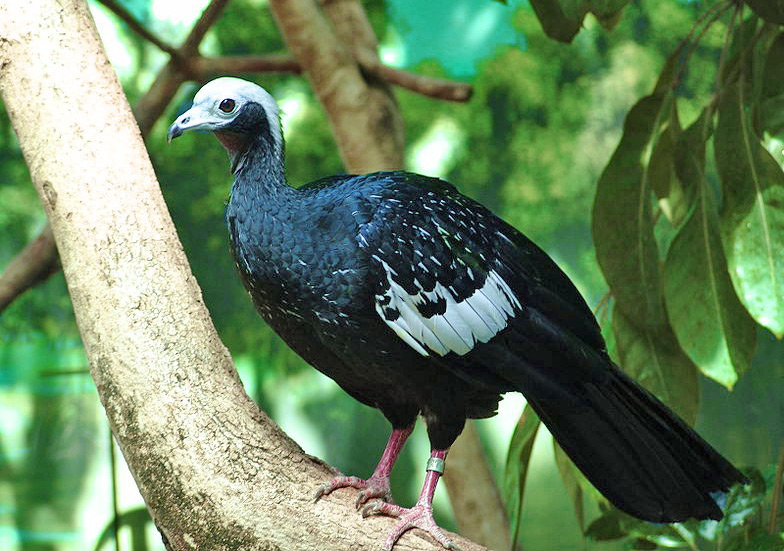
La penelope golablu (Pipile cumanensis), una delle specie particolarmente colpite dalle dighe idroelettriche.

Un altro problema di conservazione è la deforestazione: le foreste igapó sono caratterizzate da una crescita lenta degli alberi, dovuta ai terreni acidi e poveri di nutrienti. Nonostante questa bassa fertilità, le foreste igapó e altre foreste allagate presentano una biodiversità importante, con alcune specie endemiche. Tuttavia, proprio a causa della chimica del suolo e delle periodiche inondazioni, la vegetazione ricresce molto più lentamente dopo il disboscamento rispetto ad altri ambienti amazzonici. Pertanto, le foreste igapó non sono adatte allo sfruttamento intensivo del legname e necessitano di una protezione integrale per il futuro.
Nelle aree protette, come il parco nazionale del Jaú, la mancanza di comunità indigene residenti e la bassa densità di famiglie rurali riducono il rischio di sovra-sfruttamento di pesci e tartarughe. Tuttavia, il controllo della pesca e della caccia è spesso difficile a causa della scarsità di personale di sorveglianza. Nelle aree non protette, invece, l'assenza di guardaparco può facilitare il prelievo incontrollato di fauna selvatica da parte di persone che penetrano nelle foreste igapó per cacciare e pescare. Attualmente, soltanto circa il 3% delle foreste periodicamente sommerse dell'Amazzonia gode di protezione formale, all'interno di parchi nazionali o riserve biologiche.

## Aree significative

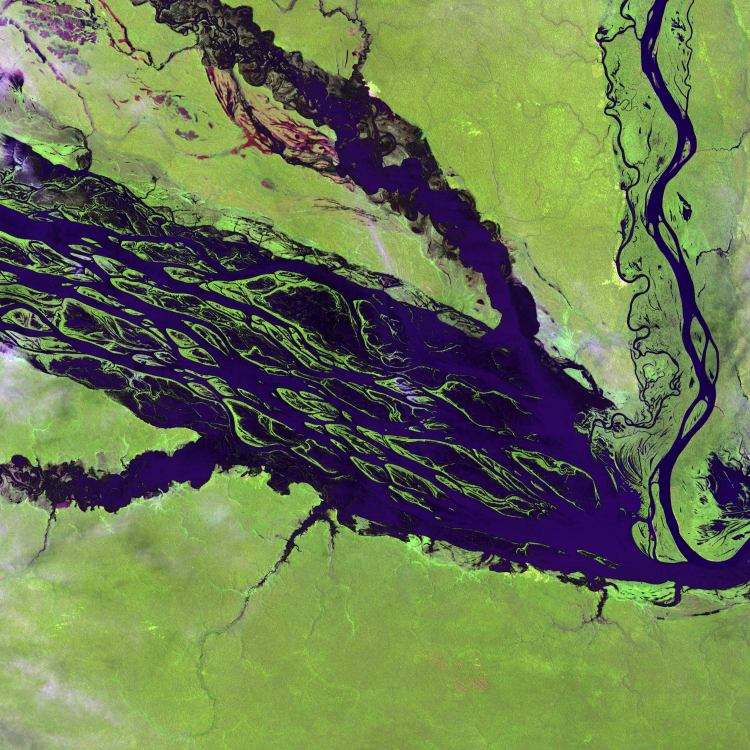
Il parco nazionale del Jaú visto dal Landsat 7

Le foreste palustri di acqua dolce si trovano in diverse zone climatiche del pianeta: boreale, temperata, subtropicale e tropicale. Sono presenti nelle regioni afrotropicali, australasiane, indomalesi e neotropicali, anche se le più notevoli si trovano soprattutto nel bacino amazzonico.
Cantão
Le foreste igapó sono tra le comunità naturali più significative del parco statale del Cantão, noto per una ricca avifauna che include specie altamente specializzate, adattate proprio a questo particolare ecosistema inondato da acque nere. Gli alberi della foresta igapó iniziano la fioritura in concomitanza con l'arrivo della stagione delle inondazioni: ciò permette ai frutti maturi di cadere direttamente in acqua, facilitandone così la dispersione tramite i pesci.
Parco nazionale del Jaú
Il parco nazionale del Jaú, istituito nel 1980, è il parco nazionale più grande del bacino amazzonico e la seconda più grande foresta tropicale protetta al mondo. È noto per la sua straordinaria biodiversità e per la varietà di ecosistemi che vi convivono. Il parco protegge l'intero bacino idrografico del fiume Jaú, uno dei migliori esempi di ecosistema amazzonico di acqua nera, con acque acide colorate dalla materia organica in decomposizione.
Riserva di sviluppo sostenibile Mamirauá
La riserva di sviluppo sostenibile Mamirauá copre circa 57.000 km² vicino a Tefé, in Brasile. Si tratta di una delle aree protette più ampie dedicate specificamente alla conservazione delle foreste allagate amazzoniche e della loro fauna, promuovendo l'uso sostenibile delle risorse naturali da parte delle comunità locali.
Parco nazionale di Anavilhanas
Il parco nazionale di Anavilhanas comprende centinaia di isole lungo il Rio Negro. Rappresenta uno dei più grandi e spettacolari arcipelaghi fluviali del mondo e protegge un'ampia varietà di habitat tipici delle foreste inondate di acqua nera, ospitando numerose specie endemiche e rare.